# ماري إيزابيل فرازير
ماري إيزابيل فرازير (بالإنجليزية: Mary Isabel Fraser)‏ هي ناشطة حقوق الإنسان نيوزيلندية، ولدت في 20 مارس 1863، وتوفيت في 18 أبريل 1942.